# Eugene Regan

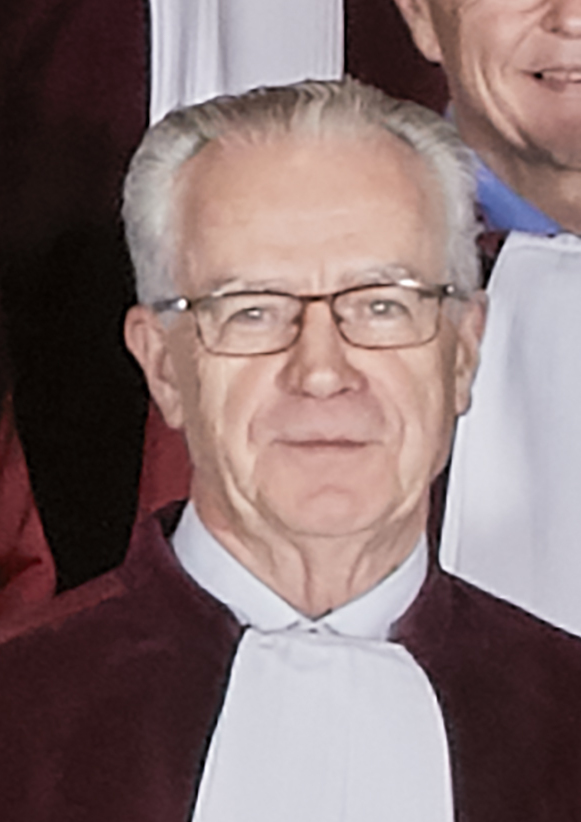
Eugene Regan

Eugene Alexander Regan (* 1952) ist ein irischer Jurist und Richter am Europäischen Gerichtshof.

## Leben und Wirken
Regan studierte zunächst Politik- und Wirtschaftswissenschaften am University College Dublin, wo er 1974 sein Diplom erwarb und 1975 den Master in politischer Ökonomie machte. Dem schloss er ein Masterstudium in Internationalem Recht und Rechtsvergleichung an der Université libre de Bruxelles an, das er 1979 abschloss. Parallel zu diesem Studium arbeitete er seit 1975 als Wirtschaftsanalytiker bei der Irish Farmers’ Association. Ab 1976 leitete er bis 1979 deren Büro bei der Europäischen Wirtschaftsgemeinschaft in Brüssel. Ab 1980 war Regan Geschäftsführer der Irish Farmers’ Association. 1985 wechselte er als politischer Berater in den Stab des europäischen Kommissars Peter Sutherland. Im selben Jahr wurde Regan als Barrister zur irischen Anwaltschaft zugelassen. Von 1989 bis 1995 war Regan Generaldirektor der fleischverarbeitenden irischen Agra Trading Ltd. Anschließend war er als Barrister in Dublin tätig. Von 2007 bis 2011 saß er als Senator für die Fine Gael im Seanad Éireann. Seit dem 7. Oktober 2015 ist Regan als Vertreter Irlands Richter am Europäischen Gerichtshof.